# Fritz Lüdi
Fritz Lüdi (Uster, 1 de abril de 1936) es un deportista suizo que compitió en bobsleigh en las modalidades doble y cuádruple.
Ganó tres medallas en el Campeonato Mundial de Bobsleigh entre los años 1974 y 1977, y dos medallas en el Campeonato Europeo de Bobsleigh, en los años 1973 y 1976.

## Palmarés internacional
| Campeonato Mundial | Campeonato Mundial   | Campeonato Mundial | Campeonato Mundial |
| Año                | Lugar                | Medalla            | Prueba             |
| ------------------ | -------------------- | ------------------ | ------------------ |
| 1974               | Sankt Moritz (Suiza) | Medalla de bronce  | Doble              |
| 1975               | Cervinia (Italia)    | Medalla de bronce  | Doble              |
| 1977               | Sankt Moritz (Suiza) | Medalla de plata   | Doble              |
| Campeonato Europeo |                      |                    |                    |
| Año                | Lugar                | Medalla            | Prueba             |
| 1973               | Cervinia (Italia)    | Medalla de plata   | Cuádruple          |
| 1976               | Sankt Moritz (Suiza) | Medalla de bronce  | Doble              |